# Лезги Ахмед
Лезги Ахмед (азерб. Ləzgi Əhməd) — азербайджанский поэт и ашуг XVIII века лезгинского происхождения.

## Творчество
Поэзия Лезги Ахмеда является разносторонней. Его стихотворение «Nəmümkündür» («Невозможно») относится к ашугской поэзии. В нём лирической герой жалуется на то, что возлюбленная не идет к нему и с ней не возможно долго говорить. Однако ни отсутствие возлюбленной, ни её холодность не повергают его уныние, в печаль. Произведения состоит из иронического, шутливого отношение лирического героя к ней: 

Одному чоклоку сеть я поставил,

Но поймать его невозможно,

В засаде я стою.

Hо прийти ко мне невозможно.

В душе моей мрак.

Грудь твоя как мрамор.

Одно слово есть для возлюбленной. 

Произнести его невозможно.

Ахмед скажет: жестокая девушка.

То белое одевает, то красное,

Слово, которое должно было произнести вчера,

И сегодня не скажет.
Оригинальный текст (азерб.)

Bir tərlana tor qurmuşam,

Tora gəlmir, nəmümkündür.

Bərəsində mən durmuşam,

Bura gəlmir, nəmümkündür.

Köksünü bənzətdim qara,

Məmələri xırda nara,

Bir sözüm var nazlı yara,

Demək olmur, nəmümkündür.

Əhməd deyər: zalım qızı,

Gah ağ geyir gah qırmızı.

Dünən deyəcəyi sözü

Bir gün demir, nəmümkündür?!

Шутливый тон характерен и для его стихотворения на лезгинском языке «Халад руш ваз вуч хъел ава?» («Кузина, почему ты зла?»). Здесь тоже в центре внимания отношение лирического героя к возлюбленной. Но в отличие от вышеназванного стихотворения, в нём появляются социальные мотивы. Лирический герой, обращаясь к возлюбленной, предостерегает, что отец может продать её за деньги нелюбимому. Лезги Ахмед создавал произведения и в классическом стиле. К таким относится его стихотворение «Oldu» («Стал»), написанное в лирике. Стихотворению характерны две традиционно противоположные линии. Одна линия развивается на основе любовных чувств лирического героя, а другая основана на образе возлюбленной. Для описания возлюбленной поэт использует сравнения: «новый месяц», «сияющая свеча», «красавица», «утренняя заря», «красота как зеркало», «цветущее лицо», «царица царей». Внутренний же мир лирического героя раскрывается при помощи художественных средств: «сердце стало подарком», «как мотылёк, не имеющий покоя», «грустная любовь — плачущая гора», «как лезгинский соловей стал позором»:

Опасность покоряла нас.

Какая трудность нас ждёт.

В то время, когда ты обнаружила

Что мир стал мрачным.

Я влюбился, увидев твою родинку.

Язык стал немым, увидев твой чин.

Луна погибла, увидев твой стан.

Твое, озаренное как свеча, лицо увидев.

Я, мученик, покой потерял.

Как ты красива, о моё сердце.

Мою любовь превратилась в тоску,

Я осмеян народом,

Ты моя жизнь, о красавица.

Я стал пиалой твоей любви.

Эй, взявшая мою душу, утренняя заря.

На зеркало похожая, красавица,

Эй, шахиня, эй царица царей,

Каждый твой локон-безжалостный охотник.

Заманивают оленей Хутена в ловушку.

Эй, главарь ангелов.

Тайна твоих губ дошла до Исы,

Меня Сенана не делай христианином,

Влюбился в тебя, подобная цветку,

Как лезгинский соловей я опозорился.
Оригинальный текст (азерб.)

Xəta gələn yerdə bizə ram oldu,

Nə yaman yerdə gün axşam oldu,

Ol zaman kim sənə elam oldu,

Tar zülfün kimi əyyam oldu,

Gəli-dil ehdi-sərəncam oldu.

Aşiqəm daneyi-xalım görübən,

Tuti lal oldu məkamın görübən,

Mah məhv oldu hilalın görübən,

Pərtovi-şamı-camalım görübən,

Məni-pərvanə biaram oldu.

Nə rəvadır sənə, ey ruhi-rəvan,

Möhnəti-eşqin olub kühi-giryan,

Məni xalq içrə qılıb tənə sinan,

Güzəranım mənim, ey afəti-can,

Cam eşqində sənin cam oldu.

Ey mənim canım alan nuri-səbah,

Ey camalı olan ayinə-küma,

Tacidarına əmirül üzəma,

Kəkilin hər teli səyyadi-qəzah,

Xütən ağlarına dam oldu.

Ey pahri zümrəsinin sərdarı,

Yetdi İsaya ləbin əsrarı,

Məni Sənan eyləmə zünnarı,

Sevdi sən kimi güli-rüxsarı,

Ləzgi bülbül kimi bədnan oldu.

Лезги Ахмед использует художественные средства, раскрывающие состояние лирического героя, выбранные по отношению к средствам описывающим возлюбленную. Иногда одна и та же фигура, приобретая два противоположных значения, относится и к двум линиям: например, свеча для возлюбленной является символом сияющей жизни, чистоты, а для влюбленного — беспокойной, исчезающий жизни; утренняя заря для возлюбленной — символ свежести, красоты, а для лирического героя — прекращающейся жизни. Во время путешествия в Дербент ашуг Хесте Касум встретился с Лезги Ахмедом. Известно состоявшееся между поэтами состязание, когда обе стороны обменивались стихами-загадками («дейишме»). Это состязание стало известно как дастан под названием «Состязание Деде Касума с Лезги Ахмедом»:

Лезги Ахмед:

Хочу спросить тебя, Деде Касум,

Что неустанно странствует по свету?

В какой тетради пишут без чернил,

Каким пером чернят бумагу эту?

Хесте Касум:

Вот мой ответ тебе, Лезги Ахмед,

Луна и Солнце странствуют по свету.

Тетрадь - душа, в ней пишут без чернил,

Язык - перо чернит бумагу эту.

Лезги Ахмед:

На чём неизгладим печальный след?

Чему назначен срок, продленья нет?

Меж небом и землёй каков просвет?

Лезги Ахмед свою оставит мету.

Хесте Касум:

На сердце остаётся чёиный след.

Отмерян путь земной, продленья нет.

Просвет в сто девяносто тысяч лет.

Деде Касум твою стирает мету.
Оригинальный текст (азерб.)

Ləzgi Əhməd:

Səndən xəbər alım, ay Dədə Qasım,

O nədir ki, bu dünyanı gəzər hey?

Nə kağızdır, mürəkkəbsiz yazılar?

Nə qələmdir, bu dəftəri yazar hey?

Xəstə Qasım:

Al, cavabın deyim, ay Ləzgi Əhməd,

Aydır, gündür, bu dünyanı gəzər hey!

Könül kağız, mürəkkəbsiz yazılar,

Dil qələmdir, bu dəftəri yazar hey!

Ləzgi Əhməd:

O nədir ki, silinməzdir qarası?

O nədir ki, heç tapılmaz çarası?

Nə qədərdi yerlə göyün arası?

Ləzgi Əhməd bu dəftəri yazar, hey!

Xəstə Qasım:

O ürəkdir, silinməzdir qarası,

O ömürdür, heç tapılmaz çarası,

Yüz doxsan min ildir, yerlə göyün arası,

Xəstə Qasım, o dəftəri pozar hey!